# Million Reasons
Million Reasons è un singolo della cantante statunitense Lady Gaga, pubblicato l'8 novembre 2016 come secondo estratto dal quinto album in studio Joanne.
Il brano ha ricevuto una candidatura ai Grammy Awards 2018 nella categoria miglior interpretazione pop solista.

## Descrizione
Il brano è stato composto dalla stessa Lady Gaga insieme a Hillary Lindsey e Mark Ronson ed è stato definito una ballata da Marissa Martinelli del Slate, mentre Lyndsey Parker di Yahoo! Music ha evidenziato anche delle influenze country dovute al coinvolgimento di Lindsey nel processo di scrittura. Musicalmente, Million Reasons è stato composto nella tonalità di C# maggiore in un tempo comune di un tempo di 64 battiti al minuto e la voce della cantante si estende dal Sol3 al Re5; inoltre nel brano sono stati impiegati in maniera consistente il pianoforte e la chitarra.

## Video musicale
Il video musicale è stato pubblicato il 14 dicembre 2016 in anteprima su MTV ed è la prosecuzione di quello del precedente singolo Perfect Illusion. Esso inizia infatti mostrando la cantante distesa da sola nel deserto e successivamente giungono alcuni SUV neri dai quali scendono dei giovani fan che la alzano e la abbracciano. La scena si sposta quindi all'interno di un camerino, in cui Lady Gaga trova un rosario regalatole da sua sorella; lo guarda e piangendo lo stringe a sé. Contemporaneamente viene truccata, acconciata e vestita con un completo rosa chiaro per poi spostarsi su di un set, dove, con in mano una chitarra, comincia a cantare il brano.

## Promozione
Il 5 ottobre 2016 Lady Gaga ha reso disponibile per l'ascolto il brano attraverso il proprio canale YouTube, rendendolo disponibile anche per il download gratuito a tutti coloro che avevano preordinato Joanne. Nello stesso mese la cantante l'ha eseguito dal vivo in occasione della minitournée Dive Bar Tour, oltre ai talk show Saturday Night Live e The Late Late Show with James Corden.
Il 28 ottobre è stata rivelata la pubblicazione del brano come secondo singolo estratto dall'album al posto di A-Yo, entrando nelle radio statunitensi a partire dall'8 novembre.
Il 20 novembre la cantante ha eseguito il brano in occasione dello svolgimento degli American Music Awards, mentre dieci giorni più tardi lo ha eseguito alla trasmissione televisiva giapponese SMAPxSMAP. Con il brano Lady Gaga si è inoltre esibita al talent show britannico The X Factor, al Royal Variety Show a Londra e alla sfilata di Victoria's Secret a Parigi.

## Accoglienza
Cady Lang, giornalista del Time, ha apprezzato la qualità del brano e la sua natura «toccante». Robbie Daw di Idolator ha elogiato la cantante per aver creato una versione country "super-prodotta" simile al suo singolo del 2011 Yoü and I. Anche Rachel Sonis, della stessa rivista, ha condiviso il parere di Daw, affermando che Million Reasons è semplice e dolce, assegnandogli un punteggio di 8.5/10.
Non sono mancate, tuttavia, recensioni più negative. Carl Williott e Mike Wass di Idolator sono rimasti molto delusi dal brano, affermando: «Quest'epoca si preannuncia ancora peggio di quanto ci saremmo immaginati.» Il brano ha inoltre ricevuto un punteggio medio di 6,1/10 da parte degli scrittori.

## Tracce
Download digitale
1. Million Reasons – 3:25

Download digitale – KVR Remix
1. Million Reasons (KVR Remix) – 3:27

Download digitale – Andrelli Remix
1. Million Reasons (Andrelli Remix) – 4:04

## Formazione
Musicisti
- Lady Gaga – voce, pianoforte

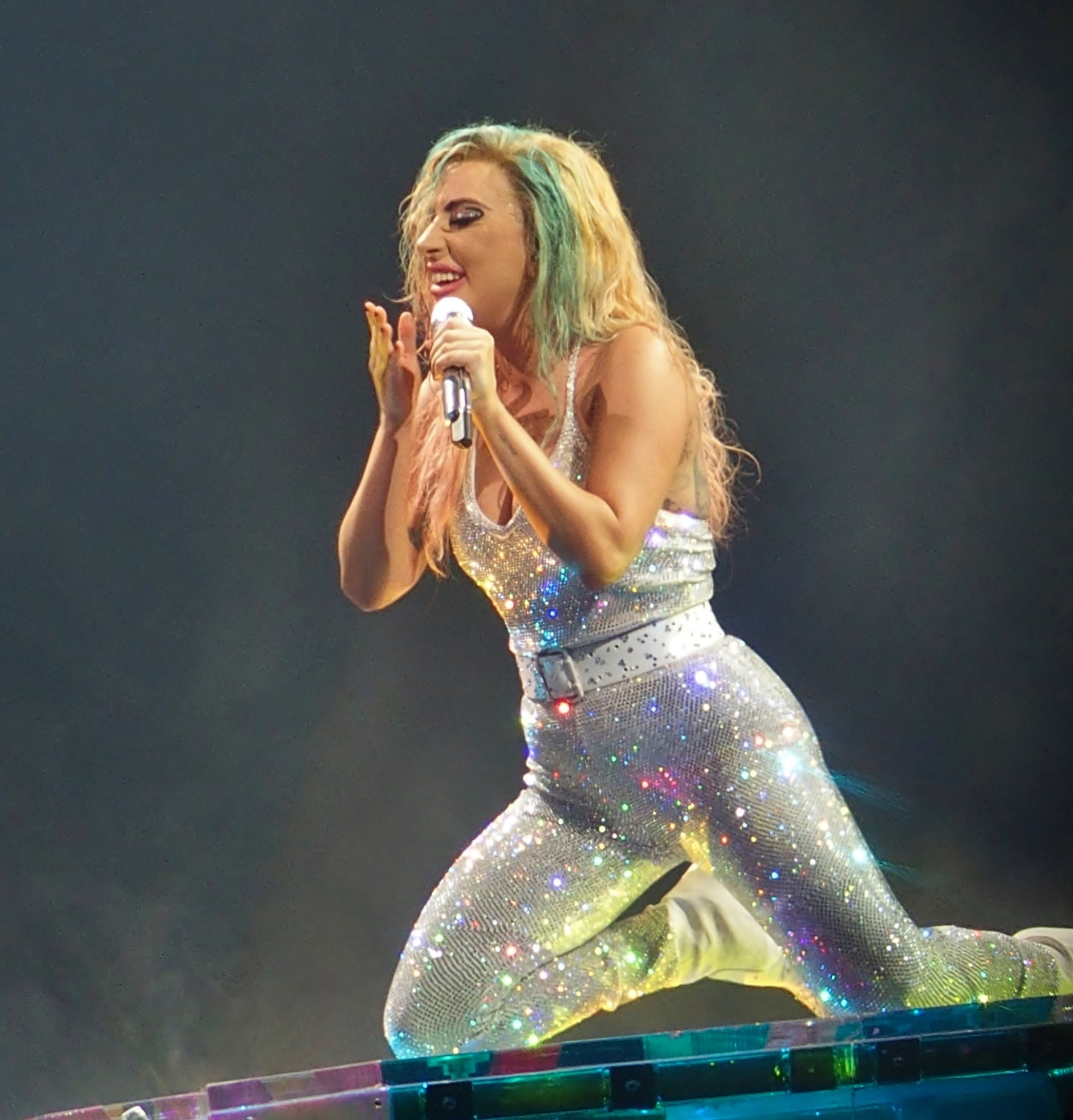
Lady Gaga mentre canta Million Reasons durante il Joanne World Tour

- Hillary Lindsey – voce aggiuntiva, chitarra
- Mark Ronson – chitarra, basso
- BloodPop – base ritmica, tastiera, strumenti ad arco

Produzione
- Lady Gaga – produzione
- Mark Ronson – produzione
- BloodPop – produzione
- Joshua Blair – registrazione
- David "Squirrel" Covell – assistenza alla registrazione
- Barry McCready – assistenza alla registrazione
- Tom Elmhirst – missaggio
- Brandon Bost – assistenza al missaggio
- Joe Visciano – assistenza al missaggio

## Successo commerciale
Negli Stati Uniti, il singolo era riuscito a spingersi fino alla 52ª posizione prima dell'esibizione di Lady Gaga al Super Bowl. In seguito a tale esibizione, la quale ha dato un supporto alle vendite dell'artista nel paese, il singolo ha raggiunto la quarta posizione della Billboard Hot 100, risultato ottenuto specialmente grazie allo streaming (7,6 milioni, +128% rispetto alla settimana precedente), all'airplay (15 milioni di audience, +50%) e alle vendite digitali pari a 149.000 unità (+1.334%), che risultano le più alte della settimana. Per Lady Gaga, quindi, Million Reasons è diventato il 14ª singolo a raggiungere la top ten e il 10ª a raggiungere la top 5. Risulta essere, inoltre, il miglior singolo in classifica negli Stati Uniti da Applause (pubblicato 3 anni prima) nonché il primo dai tempi di Born This Way a raggiungere la vetta della Digital Songs. Nel 2018 viene confermato da Billboard che le vendite del singolo ammontano a 1 100 000 copie negli Stati Uniti.

## Classifiche

### Classifiche settimanali
| Classifica (2016-17) | Posizione massima |
| -------------------- | ----------------- |
| Australia            | 34                |
| Austria              | 52                |
| Belgio (Fiandre)     | 64                |
| Belgio (Vallonia)    | 32                |
| Canada               | 16                |
| Francia              | 29                |
| Germania             | 85                |
| Irlanda              | 58                |
| Italia               | 12                |
| Portogallo           | 53                |
| Regno Unito          | 39                |
| Repubblica Ceca      | 48                |
| Slovacchia           | 9                 |
| Spagna               | 80                |
| Stati Uniti          | 4                 |
| Svezia               | 71                |
| Svizzera             | 7                 |
| Ungheria (download)  | 10                |

### Classifiche di fine anno
| Classifica (2017) | Posizione |
| ----------------- | --------- |
| Italia            | 70        |
| Svizzera          | 59        |